# 리사 니에미
리사 니에미(Lisa Niemi, 1956년 5월 26일 ~ )는 미국의 배우, 댄서, 영화 감독이다.

## 출연 작품
- 더티 댄싱 2 (2003)
- 결혼의 조건 (1988)
- 노메드의 검 (1987)
- 슬램 (1987)